# Galo de Clermont
Galo nasceu na segunda metade do século V na diocese de Auvergne. Foi bispo de Clermont entre 527 e 551.

Nascido no seio de uma importante família, Galo foi monge e conselheiro de Quinciano, bispo de Clermont. Foi feito prisioneiro num ataque do rei Teodorico I da Austrásia, que o empregou na capela do palácio real. Recuperou a liberdade após uns anos, retornando a Clermont.
Em 527, ao falecer o bispo Quinciano, Galo foi escolhido como sucessor. O acontecimento mais importante do seu pontificado foi o Concílio de Clermont de 535, que estabeleceu várias regras sobre a relação entre o poder religioso e o poder temporal.
Galo foi tio e professor de outro santo da Igreja, o bispo Gregório de Tours.[carece de fontes?]